# Kentrocapros aculeatus
Kentrocapros aculeatus es una especie de peces de la familia Aracanidae en el orden de los Tetraodontiformes.

## Morfología
Los machos pueden llegar alcanzar los 13 cm de longitud total.

## Hábitat
Es un pez de mar y de clima templado que vive entre 100-200 m de profundidad.

## Distribución geográfica
Se encuentra entre el Japón y Mar de China Oriental. También está presente en las Hawái.